# Plaza de toros de Alcañiz
Dentro de la Comunidad Autónoma de Aragón, en la provincia de Teruel, se encuentra la plaza de toros de Alcañiz. Catalogada como de tercera categoría, cuenta con un aforo alrededor de 4.400 localidades.

## Historia
El coso taurino de Alcañiz se inauguró en 1913 y más adelante en 1954 tuvo una reinauguración tras unas importantes obras de reforma y ampliación . Los arquitectos que dirigieron las obras fueron Francisco de la Pezuela y César Jalón Alba, el primero como diseñador de la obra y el segundo como autor del proyecto de reforma y ampliación. La construcción se fundamentó en piedra, ladrillo, hierro y madera, con un estilo árabe en los adornos y en la puerta principal.
Esta plaza de toros vino a sustituir otro coso antiguo que existía en el municipio turolense en la parte alta de la población. Una antigua plaza, de la que se tienen fotografías y documentos de su actividad en el archivo municipal, como por ejemplo, de las corridas de toros que se celebraron en 1759 para celebrar la llegada al trono de España de Carlos III.
En el año 1912 se constituyó la Junta de Gobierno de la plaza de toros de Alcañiz para impulsar el proyecto de construcción, desde la selección de los terrenos a las partidas presupuestarias y modo de financiación. En este apartado, hubo aportaciones de particulares que colaboraron para que el proyecto saliera adelante.
El recinto se inauguró el 10 de septiembre de 1913, se anunciaron novillos de la ganadería de Cándido Díaz para los diestros maños Jaime Ballesteros “Herrerín” y Florentino Ballesteros.
El primer toro que piso el albero fue Topete, cuya cabeza fue mandada disecar por Enrique Trullenque Pérez, a la sazón primer empresario de la plaza, y hoy se halla en poder de Tomás Trullenque..

## Feria Taurina
Los festejos taurinos se concentran en el marco de la celebración de las fiestas patronales de Alcañiz en el mes de septiembre. Un ciclo en el que se anuncian importantes nombres del escalafón.